# Паук-панк
Паук-панк (англ. Spider-Punk), настоящее имя Хобарт Браун (англ. Hobart Brown) — супергерой американских комиксов, издаваемых Marvel Comics. Представляет собой альтернативную версию Хоби Брауна и Человека-паука, которая противостоит президенту Норману Озборну, В.Е.Н.О.М.у и Наследникам.

## История публикаций
Паук-панк был создан сценаристом Дэном Слоттом и художником Оливером Койпелом, дебютировав в The Amazing Spider-Man vol. 3 #10 (январь 2015). По словам Слотта, изначально Койпель изобразил Паука-панка как Паука-Британию, однако Слотту не понравился образ, поскольку он задумывал персонажа как «однозначного панка». Тем не менее, Слотт остался в восторге от дизайна, после чего помог Койпелю создать нового персонажа.

## Биография

### Spider-Verse
Во время сюжетной арки Spider-Verse была представлена версия Человека-паука с Земли-138, чьё настоящее имя — Хобарт Браун. Он — бездомный подросток, получивший способности от паука, который был облучён в результате сброса токсичных отходов президентом Норманом Озборном. Браун стал Человеком-пауком, черпавшим вдохновение из панк-рока, и повёл угнетённых жителей Нью-Йорка против войск Озборна В.Е.Н.О.М.. Во время бунта, Паук-панк сумел убить Озборна, ударив президента своей гитарой. После смерти президента Озборна, Паук-панк предстал перед толпой зрителей в качестве их спасителя. Позже Паук-панк был завербован Превосходным Человеком-Пауком (разум Отто Октавиуса в теле Питера Паркера), чтобы присоединиться к армии Людей-Пауков.

### Spider-Geddon
Во время сюжетной арки Spider-Geddon, Паук-панк сражался с Громобоем, в то время как другие Паутинные воины разрушали Ткацкий мир. В конечном итоге, Паук-панк вышел победителем из сражения. Когда Паук-панк обратился к Эрику Мастерсу с просьбой передать сообщение Красному Черепу о захвате Бауэри, Канг Завоеватель обратил Эрика в скелет, заявив, что в будущем, откуда он родом, его компания KangCo владеет правами на образ Хоби Брауна. Когда Паук-панк перешёл в нападение, Канг призвал несколько кукол Паука-панка, которые встали на его защиту. Сразившись с ними, Паук-панк сбежал и направился к Капитану Анархии, который был занят борьбой с Волной Аннигиляции, переместившейся в Гарлем из Негативной зоны. Догнав Хоби, куклы Паука-панка вступили в схватку с Волной Аннигиляции. Один из пришельцев съел кассету, которую Капитан Анархия собирался отдать Пауку-панку. Вытащив кассету изо рта инсектоида, Паук-панк был застигнут врасплох прибытием Канга. В то время как Капитан Анархия сдерживал Канга, Паук-панк покинул место сражения. Встретившись с Робби Бэннером, Хобби попытался убедить его помочь, напоминая ему о совместных битвах прошлого. Когда Канг снова настиг его, Робби запустил кассету и превратился в Халка, чтобы напасть на Канга. Потерпев поражение Канг заявил, что Капитан Анархия не снискал популярности и умер старым, в то время как Хоби погиб в молодости. С исчезновением Канга, Халк задался вопросом о произошедшем, после чего появилась Девушка-Паук и заявила о глобальной угрозе мультивселенной. Паук-панк согласился пойти вместе с ней. Позже Паук-панк посетил безымянную реальность и спас версию Человека-паука Нормана Озборна из рушащейся башни «Озкорпа». За семь месяцев до начала основных событий, Паук-панк помогал Девушке-пауку, Павитру Прабхакару, Пауку-Британии и Карну, в то время как Мастер Ткач следил за Наследниками, отправляя Паука-бота на Землю-3145 для тестирования способностей Наследников. Девушка-паук и Павитр назвали Паука-панка худшим Человеком-пауком.
Паук-панк вошёл в число паукообразных персонажей, которые вербовали Майлза Моралеса для противостояния Совершенному Осьминогу, когда выяснилось, что его устройство для клонирования было разработано на основе технологии Наследников. Они попытались предупредить Совершенного Осьминога, однако опоздали, после чего появившиеся Наследники убили Нуарного Человека-паука и Паука-Британию. Паук-панк и Совершенный Осьминог придумали план по устранению Наследников. Затем Паук-панк сообщил остальным членам группы Совершенного Человека-паука плохие новости: Октавия Отто с Земли-1104 узнала, что Солус снова жив. Когда группа Майлза Моралеса присоединилась к группе Совершенного Человека-паука в борьбе с Наследниками, Паук-панк заметил, что Дженникс сошёл с ума, а Верна пропала.

## Вне комиксов

### Телевидение
Паук-панк появился в качестве камео в эпизоде «Возвращение в Паучью Вселенную: Часть 4» мультсериала «Великий Человек-паук» 2012 года, где его озвучил Дрейк Белл. Эта версия говорит с диалектом кокни. Он является одним из нескольких Людей-пауков из альтернативной реальности, которых Паук-волк захватил в заложники, чтобы выкачать их силы. Они были спасены «основным» Человеком-пауком, Малышом-арахнид и Женщиной-пауком.

### Кино
Дэниел Калуя озвучил Паука-панка в анимационном фильме «Человек-паук: Паутина вселенных» (2023).

### Видеоигры
- Паук-панк появляется как играбельный персонаж в Spider-Man Unlimited[1].
- Костюм Паука-панка появляется в качестве альтернативного костюма для главного героя Marvel’s Spider-Man[12].
- Паук-панк появляется в качестве играбельного персонажа и члена команды Паутинных воинов в Marvel Strike Force[13].
- Fortnite